# Astilboides
Astilboides é um género botânico pertencente à família Saxifragaceae.